# Corry (Pennsylvanie)
Pour les articles homonymes, voir Corry.
Corry est une ville située à l'est du comté d'Érié, en Pennsylvanie, aux États-Unis,. En 2010, elle comptait une population de 6 605 habitants. Elle est incorporé, le 8 mars 1866.

## Démographie
Lors du recensement de 2010, le borough comptait une population de 6 605 habitants. Elle est estimée, en 2019, à 6 404 habitants.

### Source de la traduction
- (en) Cet article est partiellement ou en totalité issu de l’article de Wikipédia en anglais intitulé « Corry, Pennsylvania » (voir la liste des auteurs).